# 崇化禧宁寺
崇化禧宁寺，俗称阿拉街庙（“街”读音为“该”Gāi），位于中国吉林省松原市前郭尔罗斯蒙古族自治县，是一座藏传佛教格鲁派寺院。

## 简介
该寺的蒙古语官名记音为“乌勒木吉特古斯·巴雅斯古朗图·阿玛古朗图·黑德”，汉语意为“崇化禧宁寺”。该寺始建于清朝顺治四年（1647年）。过去该庙是郭尔罗斯前旗的旗庙，是全旗的佛教中心，占地面积7万平方米。
阿拉街庙，是该庙的俗名。因该庙周围均是丘陵，唯有建庙的地方相对平整。蒙古人习惯将小块的平整地块叫“阿拉街”（汉语意为“手掌”），意思就是像手掌一样小块的平地。